# Icoglán

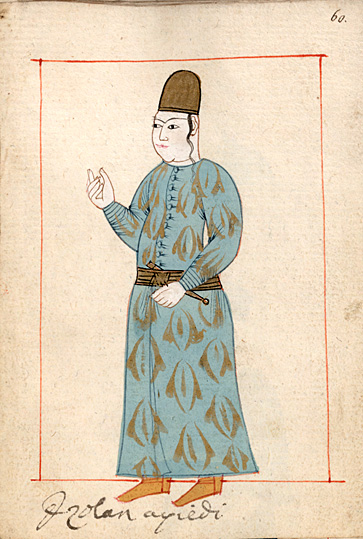
Iç oğlan del Libro de disfraces de Ralamb, siglo XVII

El término icoglán, proveniente del turco iç oğlan ("Niño [del palacio] interior"), servía para referirse a los niños sirvientes o pajes que habían sido tomados de padres cristianos en los Balcanes y convertidos, según el sistema devşirme del Imperio Otomano, para trabajar en el Enderûn, es decir, el Palacio Interior, una de las tres partes del Palacio de Topkapı en Estambul. Servían como el personal de los apartamentos privados del Sultán y su familia.
El mismo término también fue utilizado para ciertos miembros de los jenízaros .
Como pajes, los iç oğlans fueron entrenados para ser cortesanos y también en las artes de administrador y de comandante, siendo muchos de ellos de origen albanés.